# Dorpskerk van Kambs
De Dorpskerk van Kambs bij Röbel (Mecklenburg-Voorpommeren) is een 13e-eeuws kerkgebouw.  

## Beschrijving
Het kerkgebouw werd in de tweede helft van de 13e eeuw als weerkerk gebouwd, waarbij voornamelijk veldstenen werden gebruikt. In het begin van de 14e eeuw werd ten westen over de volle breedte van het kerkschip een rechthoekige toren toegevoegd. Vervolgens begon men met de bouw van een voorhal aan de zuidzijde, die van een trapgevel werd voorzien. Naar het noorden werd een sacristie aangebouwd. De van baksteen gemetselde oostelijke geveltop en de houten dakruiter op het schilddak van de toren werden in de 19e eeuw vernieuwd.
Het kerkgebouw werd in de jaren 1970 grondig gerestaureerd.

## Interieur
De torenruimte dient ter vergroting van het kerkinterieur; een brede, hoge spitsboog biedt toegang tot het kerkschip. Het interieur heeft een vlak balken- en plankenplafond. De inrichting is voornamelijk 19e-eeuws. In de kerk bevindt zich een vroeg-16e-eeuws altaar met houtsnijwerk. De figurenrijke schrijn toont een kruisigingsgroep; de vleugels bevatten aan elke zijde vier heiligen. De kansel van de kerk werd in 1669 gemaakt. De biechtstoel, de kansel en het altaar stammen uit de in 1960 ingestorte kerk van het nabijgelegen dorp Karchow.
In de toren hangen drie klokken. De grootste klok werd in 1708 gegoten. De beide kleinere klokken stammen uit 1529.  

## Afbeeldingen

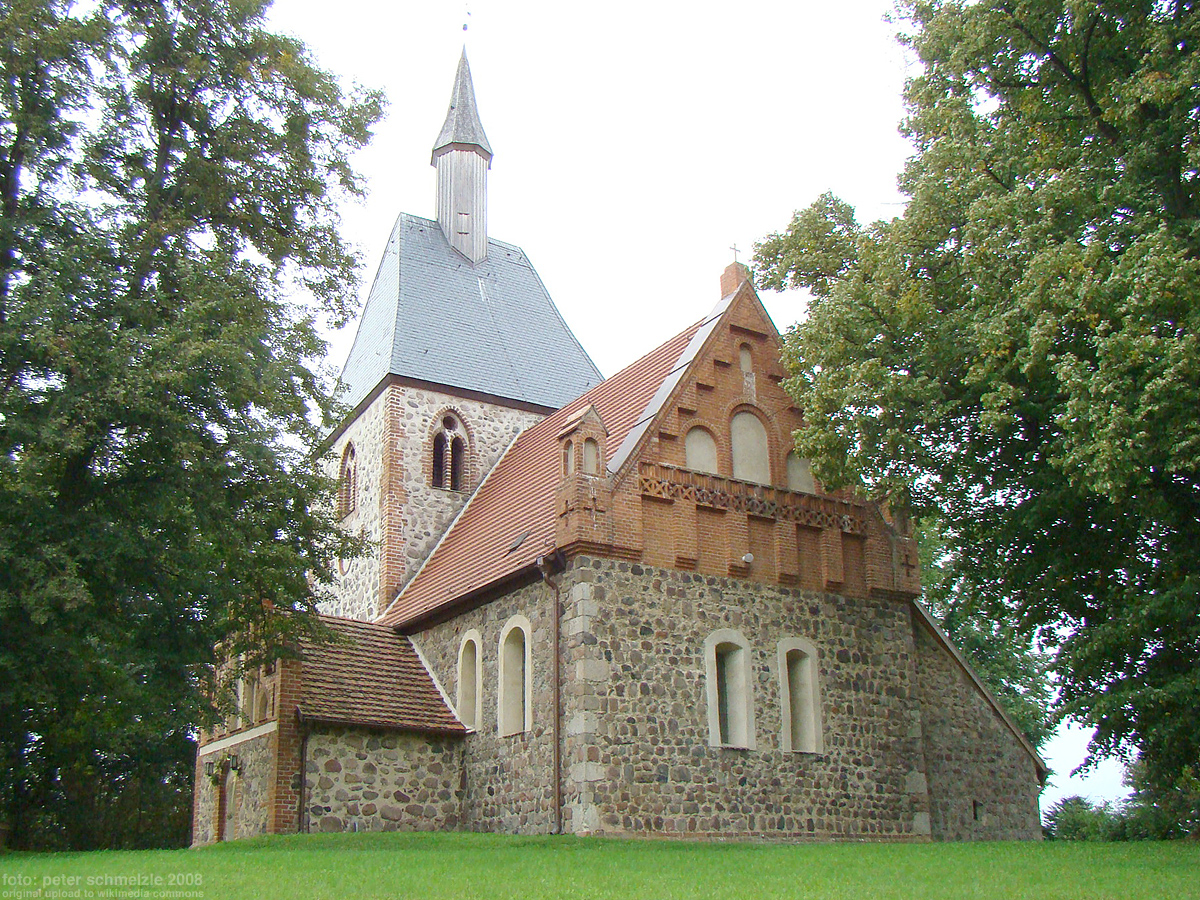
Oostelijke gevel
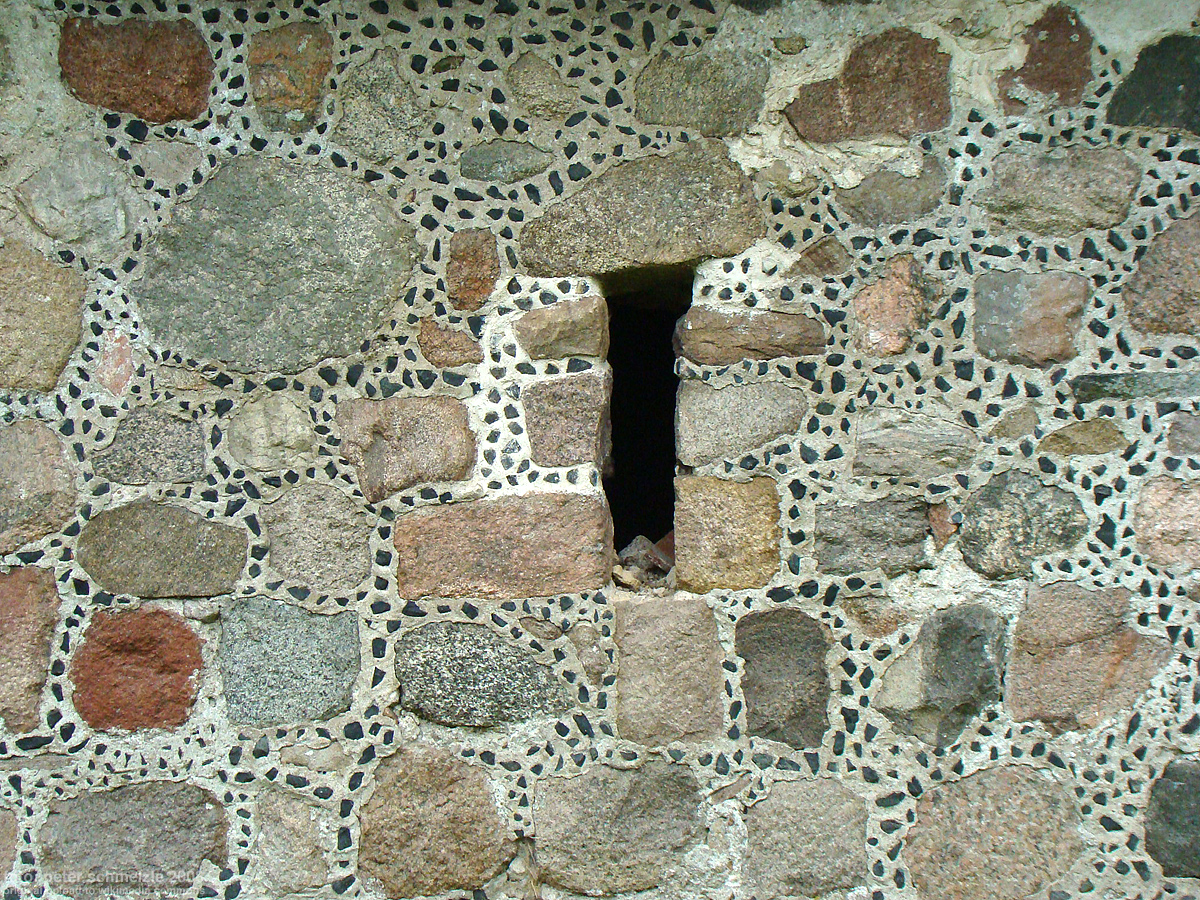
Detail van het muurwerk